# ベトナム漁業資源監視局
ベトナム漁業資源監視局 （ベトナム語：Kiểm ngư Việt Nam、より具体的には Cục Kiểm ngư Việt Nam）は、ベトナム農業農村開発省水産総局の管轄する政府機関である。

## 概要
ベトナム水産総局管轄下の法執行機関として2013年1月25日付で正式に発足した。ベトナムの主権水域における漁業取締権限を付与された非軍事組織であり、哨戒、検査、指導、不法行為の検挙・処理を任務としている。漁業資源監視局は、海軍、海上警察、辺防部隊（英語版）（国境警備隊）と連携して任務に当たることとされている。

## 組織機構
- 本部
  - 人事部
  - 企画・財務部
  - 技術統制部
  - 訓練・国際協力部
- 第1・第2・第3・第4地方漁業資源監視局
- 漁業資源監視情報センター[5]

### 地方漁業資源監視局
ベトナム漁業資源監視局は、4つの地方漁業資源監視局から成り、それぞれの管轄下にはいくつかのより小規模な支局がある。
- 第1地方漁業資源監視局：ハイフォン[6]。
- 第2地方漁業資源監視局：カインホア省Rớ小島。ダナンからニントゥアン省までを管轄し、3支局を有する[6]。うち1箇所は本土のダナンに、2箇所は南沙諸島（West Reef及びSouthwest Cay）に置かれている[6]。
- 第3地方漁業資源監視局：バリア＝ブンタウ省。
- 第4地方漁業資源監視局

## 装備

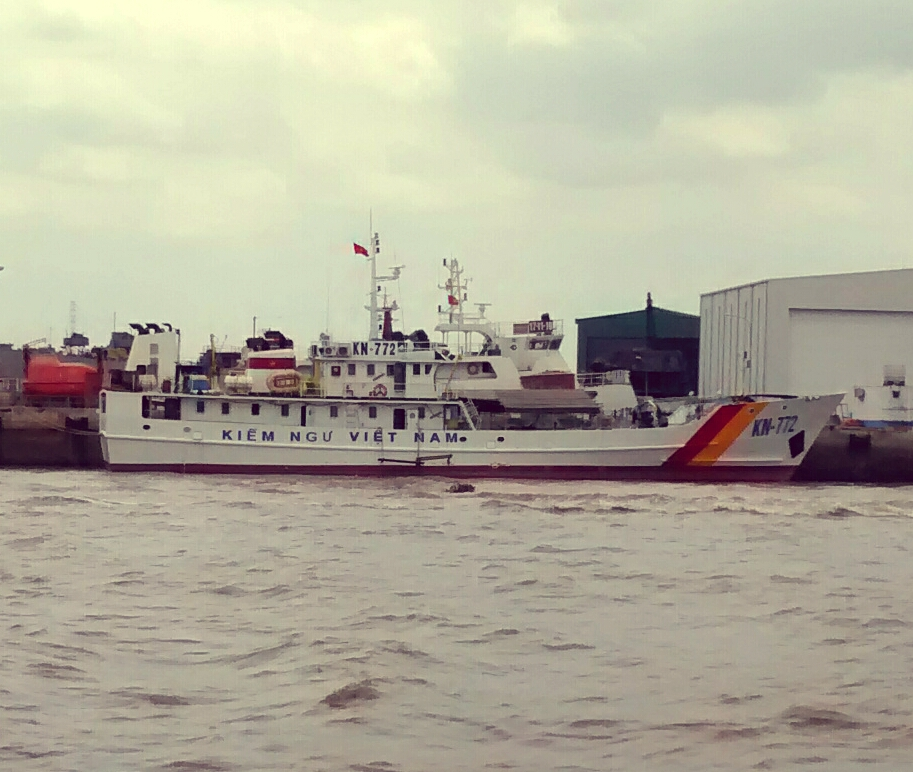
中型漁業監視船 KN-772

海上での監視・取締活動のため、漁業監視船を保有している。2014年5月に本格的に活動を開始した時点では450t型の中型監視船
と100-200t級の小型監視船を中心としていたが、その後も装備の充実に努めており、2014年7月にはヘリコプター搭載設備を有する2,000t級の大型監視船が就役した。以後も2,000t級大型監視船6隻、中型監視船15隻を整備し、監視船50隻以上の体制とする計画である。
日本に対しても、監視船の増強のためODAを活用した船舶の供与などの支援要請が行われている。
所属する漁業監視船は、KN（ベトナム語で Fisheries Resources Surveillanceを意味する Kiểm Ngư の頭文字）を船体番号（3桁）に冠した番号船名である。